# 武汉大学图书馆争议事件
2023年，中华人民共和国湖北省武汉大学的图书馆内发生一起性骚扰指控争议，后涉及司法程序，引发社会舆论。2023年10月，武汉大学研究生杨某某（女）在网络上举报本科生肖某某（男）在图书馆对其实施性骚扰，并公开其道歉信。学校随后对肖某某作出记过处分，引发社会关注。其后，肖某某否认骚扰行为，称因皮肤病抓痒被误解，并对处分提出申诉。2024年6月杨某某起诉肖某某，指控他在公共场所违背杨某某意志持续摩擦下体，应被认定为性骚扰，要求他在省级或以上报纸连续书面道歉15天，并支付精神抚慰金5000元。2025年7月湖北省武汉经济技术开发区人民法院判决驳回杨某某全部诉讼请求，认定不能证明构成性骚扰。 之后杨某某通过社交平台发表争议言论，其硕士论文也被指存在学术不端。事件引发公众对高校性骚扰举报机制、诬告责任、网络暴力等问题的广泛讨论。

## 性骚扰指控事件
2023年7月11日，武汉大学文理学部图书馆，当事人肖某某与当事人杨某某同在图书馆内自习，并对向而坐。自习过程中，据杨某某称，自当日下午六点后，肖某某反复揉搓其大腿根部，杨某某怀疑其在进行自慰行为，遂构成对自己的性骚扰，随后在七点至八点十分这一时间段内，杨某某在肖某某不知情的情况下对其录制共计5段视频，视频时长总计4分50秒。杨某某在八点二十分与肖某某对质，肖某某手写“道歉信”并留下姓名、联系方式、学号等信息。 之后，杨某某与肖某某辅导员联系并向校方举报称肖某某行为涉嫌性骚扰。7月13日，杨某某当面找到肖某某辅导员，并再次要求肖某某做书面道歉，要求取消肖某某一切评优及保研资格，并对交涉过程做录音。10月7日校方调取监控，认为无法证明存在性骚扰，10月7日至10月10日，杨某某拒绝肖某某导员及家长所提出私下解决意见。
10月11日，杨某某在社交媒体微信公众号上透过“景容饮冰”发表长文《关于我在武汉大学图书馆受到性骚扰这件事情》，公开举报肖某某。事件引起網絡輿情，肖某某和杨某某都遭到大量网络暴力。同日夜间，武汉大学成立工作组进行调查。当晚，肖母与肖某某向警方报案称被诽谤。10月13日，武汉大学給予肖某某记过处分。

## 事件发展
2023年10月17日，肖某某被診斷為急性应激反应，至12月病情惡化，被確診為創傷後壓力症（PTSD），並被評估有80%自殺或自殘風險。肖母回忆称“那段時間他（指肖某某）經常突然又氣又恨的，有想去找對方理論的衝動；晚上靠吃藥才能睡著，還總夢到圖書館那天的事被驚醒；白天一整天不和人說話，甚至想跳樓，還好被我們拖住……”而肖某某的祖父亦因看到網暴當場昏倒，半年後離世。
2024年2月，肖母公开肖某某就诊记录，表示儿子是因为湿疹复发而隔衣抓痒，否认相关指控。同年肖某某就记过处分，对学校提出申诉，并对网暴提起民事诉讼。

## 性骚扰民事纠纷案
2024年6月，杨某某以性骚扰指控民事纠纷形式起诉肖某某，要求肖某某在省级或以上报纸上刊登公开道歉15天，并支付精神抚慰金人民币5000元。
2025年7月25日，法院一审宣判，肖某某的行为不构成性骚扰，驳回杨某某指控。

## 2025年事件进一步发展

### 杨某某嘲讽威胁争议
败诉后，7月27日，被指认为杨某某的账号在多个平台发表言论，称自己“已經通過法考啦，之後還會繼續美美讀博”（杨某某在香港浸会大学攻读博士），并疑似嘲讽肖某某“保研会很困难吧”，扬言无论肖某某申请什么学校自己都会举报。言论引发网民强烈反应，许多内地网民联系香港浸会大学要求回应。

### 杨某某学术不端争议
随着事件发酵，杨某某的硕士毕业论文也被发现存在问题，文中出现多处低级错误，如出现了中國大陸并不存在的《离婚法》、将中华人民共和国的成立年份写成“1049年”等，并出现了大量错别字及错误表述。

### 相关高校回应
7月28日，香港浸会大学回应称，对于任何违反行为守则的大学成员，浸大会根据既定的纪律程序处理，同时浸大不会就个别个案作出评论。
7月31日，武汉大学校长张平文回应记者提问表示，学校正在处理这起事件，至于何时会公布处理结果还要等上级的安排。8月1日，武汉大学发布《情况通报》，称尊重司法判决结果，已組建工作专班正对肖某某纪律处分、杨某某学位论文问题进行全面调查复核。

### 冒充肖某某的同学争议
8月4日，新浪微博社区观察员官方账号公告，多名微博用户长期发布不友善言论，煽动性别对立情绪，在此次事件中冒充当事人肖某某的“同学”、“高中室友”，制造、散布不实消息，目前已经受到关闭账号的处置。

## 反响
根據红网舆情中心統計，2025年7月25日一審宣判後，「武汉大学图书馆性骚扰事件」在之後一週成為僅次於《育儿补贴制度实施方案》的輿情熱點，社交媒體上相關文章近16萬份，文章閱讀量近6400萬次。
该事件在网络空间中引发广泛讨论的同时，亦伴随着严重的网络暴力行为。红网評論員张瑜批評社交媒體在輿情中的不作為，特別是涉案男女雙方都被人肉搜索，社交媒體沒有盡力制止雙方個人隱私的洩露。他質疑社交媒體為了更高網站流量，刻意放任相關內容流傳。
2025年7月29日，胡锡进发文称，武汉大学应当撤销对肖姓男子的处分并向其道歉。他表示“武大在当时舆论的压力下，轻率给肖某某记过处分，是很不应当的”，并建议杨某某尊重法院的判决结果，向肖某某道歉。张瑜和《新民晚报》評論員李一能均摘文批評武漢大學處理事件不當，李一能更指出，在2023年事件發生後三個月都無法主持公道，女方網絡發文引起網絡輿情，又以平息輿情為由倉促處理。如今一審宣判後，不能即時發聲，令人失望。
8月13日，新华社发表评论，不点名批评武汉大学校长，指出一些干部习惯“以上级为挡箭牌”，不主动处理舆情，这是干部缺乏担当精神、规避问责的体现。

## 外部來源
- YouTube上的武大图书馆事件杨景媛和辅导员刘迪52分钟对话完整版